# Parafia Świętych Apostołów Piotra i Pawła w Chomętowie
Parafia Świętych Apostołów Piotra i Pawła w Chomętowie – rzymskokatolicka parafia w dekanacie Łabiszyn diecezji bydgoskiej. Została utworzona w 1399 r.
Do parafii należą wierni mieszkający w  miejscowościach: Chomętowo, Gąbin, Jabłowo Pałuckie (część), Jeziorowo, Mąkoszyn, Ostatkowo, Redczyce, Smerzynek (część wsi Smerzyn), Wawrzynki, Wąsosz, Wyręba, Zielonowo i Żędowo.